# 洛诺克县 (阿肯色州)
洛诺克县（英語：Lonoke County）是位于美国阿肯色州中部的一个县，面积2,078平方公里，县治洛诺克。根据2020年美國人口普查，共有人口74,015人。洛诺克县成立于1873年4月16日，县名源自一种名为“Lone Oak”的橡树。